# カジミエラス・ウオカ
カジミエラス・ウオカ（Kazimieras Uoka、1951年3月4日 - 2016年7月16日）は、リトアニアの右翼政治家。リトアニア独立回復宣言書に署名したメンバーの一人。

## 経歴
1969年、ヴィリヤンポレ中等学校を卒業。1976年、ヴィルニュス大学歴史学部を卒業。
1969年より1971年までソヴィエト軍にて兵役。1988年6月より改革運動サユディスの幹部として活躍。1989年から1991年までサユディスの書記を務めた。
1988年、リトアニア労働者連合を設立し、1991年1月12日まで議長を務めた。1989年4月、リトアニア社会民主党の再結党に関わり、幹部を務めた。
2000年には「リトアニア緑の運動」のメンバーとなり、2001年、リトアニア国民民主党党員、2001年から2002年まで国民民主党党首を務めた。2004年から2008年までリトアニア人民族主義連合の幹部を務めた。2008年より祖国同盟に所属。2011年、ソンガイラとともに祖国同盟を離党し、民族主義連合を結党。同連合副党首を務めた。
1992年から1996年まで、そして2008年から2012年まで、国会議員を務めた。
2016年7月16日、死去。

## 話題になった言動
ホモフォビアの人物としても知られ、2010年、ヴィリニュスでLGBTプライド「バルティック・プライド」が行われた際には、ペトラス・グラジュリスとともに警察の注意を無視してフェンスを飛び越えるなどのパフォーマンスを行った。この問題行動は、リトアニア国外でも報じられた。
同月9日に行われた「第二次世界大戦戦勝記念退役軍人パレード」にも反対した。
2011年3月11日のリトアニア独立回復記念日には、ネオ・ナチ的なデモ行進に参加した。